# Weißenstein
Weißenstein (in sloveno Bilšak) è un comune austriaco di 2 981 abitanti nel distretto di Villach-Land, in Carinzia; ha lo status di comune mercato (Marktgemeinde). Nel 1973 ha inglobato il comune soppresso di Kellerberg.